# Eupithecia canonica
Eupithecia canonica là một loài bướm đêm trong họ Geometridae.